# Judge (revista)
Judge, va ser una revista satírica setmanal publicada als Estats Units del 1881 al 1947. El llançament va anar a càrrec d'artistes que s'havien apartat del seu rival Puck. Entre els fundadors hi havia el dibuixant James Albert Wales, l'editor de novel·les dime Frank Tousey i l'autor George H. Jessop.

## Història i perfil

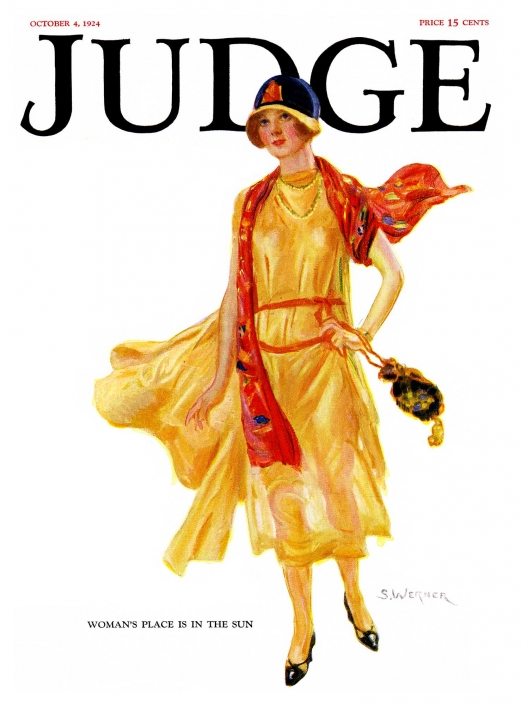
Portada del número 4 d'octubre de 1924

La primera impressió de Jutge va ser el 29 d'octubre del 1881, durant la Gran Depressió. Tenia 16 pàgines i estava impresa en paper quàrto. Tot i que va anar bé al principi, aviat va tenir problemes per competir amb Puck. William J. Arkell va comprar la revista a mitjans dels anys 1880. Arkell va utilitzar la seva considerable riquesa per persuadir els dibuixants Eugene Zimmerman ("Zim") i Bernhard Gillam perquè abandonessin Puck. Un partidari del partit republicà, Arkell va convèncer els seus dibuixants perquè ataquessin l'administració demòcrata de Grover Cleveland. Amb l'ajuda del Partit Republicà dels Estats Units. Judge va créixer durant els anys '80 i '90, superant la seva publicació rival en contingut i circulació. A principis dels anys 1890, la circulació de la revista va arribava als 50.000 exemplars.
Sota el lideratge editorial d'Isaac Gregory, (1886–1901), Jutge es va aliar amb el Partit Republicà i va donar suport a la candidatura de William McKinley en gran part a través dels dibuixos dels dibuixants Victor Gillam i Grant E. Hamilton. La difusió de Jutge era d'uns 85.000 a la dècada de 1890. Als anys 1900, la revista havia tingut èxit, arribant a una difusió de 100.000 el 1912. Edward Anthony va ser editor a principis dels anys vint. Anthony va ser coautor dels primers dos llibres de Frank Buck, Bring 'em Back Alive i Wild Cargo.
Harold Ross va ser redactor de jutge entre el 5 d'abril i el 2 d'agost de 1924. Va utilitzar l'experiència a la revista per començar la seva pròpia el 1925, The New Yorker.
L'èxit de The New Yorker, així com la depressió, van pressionar la revista. Es va convertir mensualment el 1932 i va cessar la circulació el 1947.
Judge es va tornar a publicar l'octubre de 1953 com a setmanari de 32 pàgines. David N. Laux va ser president i editor amb Mabel Search com a directora editorial i Al Catalano com a director d'art. Entre els col·laboradors hi havia Arthur L. Lippman i Victor Lasky. Hi havia seccions amb assajos lleugers sobre esport, golf, curses de cavalls, ràdio, teatre, televisió, bridge i llibres actuals, juntament amb publicacions de revistes universitàries, un trencaclosques de mots encreuats, còmics d'un sol quadre i peces d'humor. Hi havia diverses seccions polítiques; d'una sola línia, còmics i assajos més llargs amb tot una tendència conservadora, en un presagi d'estil del Emmett Tyrrell de The American Spectator d'avui.
Una col·lecció de dibuixos de udge i Puck que daten de 1887-1900 és conserven al Centre de Referència de Col·leccions Especials de la Universitat George Washington. La col·lecció es troba a GW's Estelle and Melvin Gelman Library (Biblioteca Estelle i Melvin Gelman de GW) i està oberta als investigadors

## Galeria d'imatges

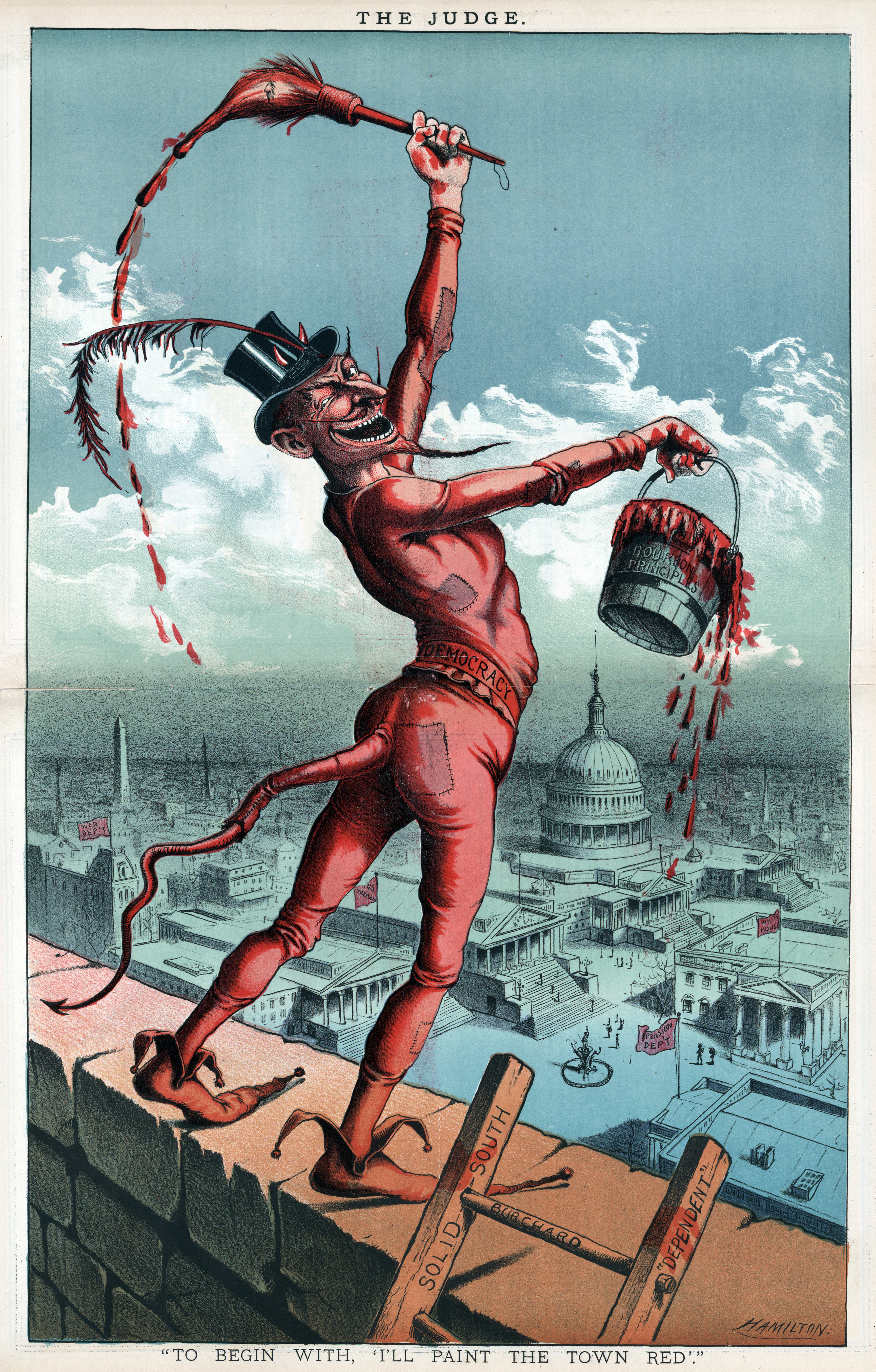
"Per començar, pintaré la ciutat en vermell", de Grant E. Hamilton, The Judge vol. 7, 31 de gener de 1885
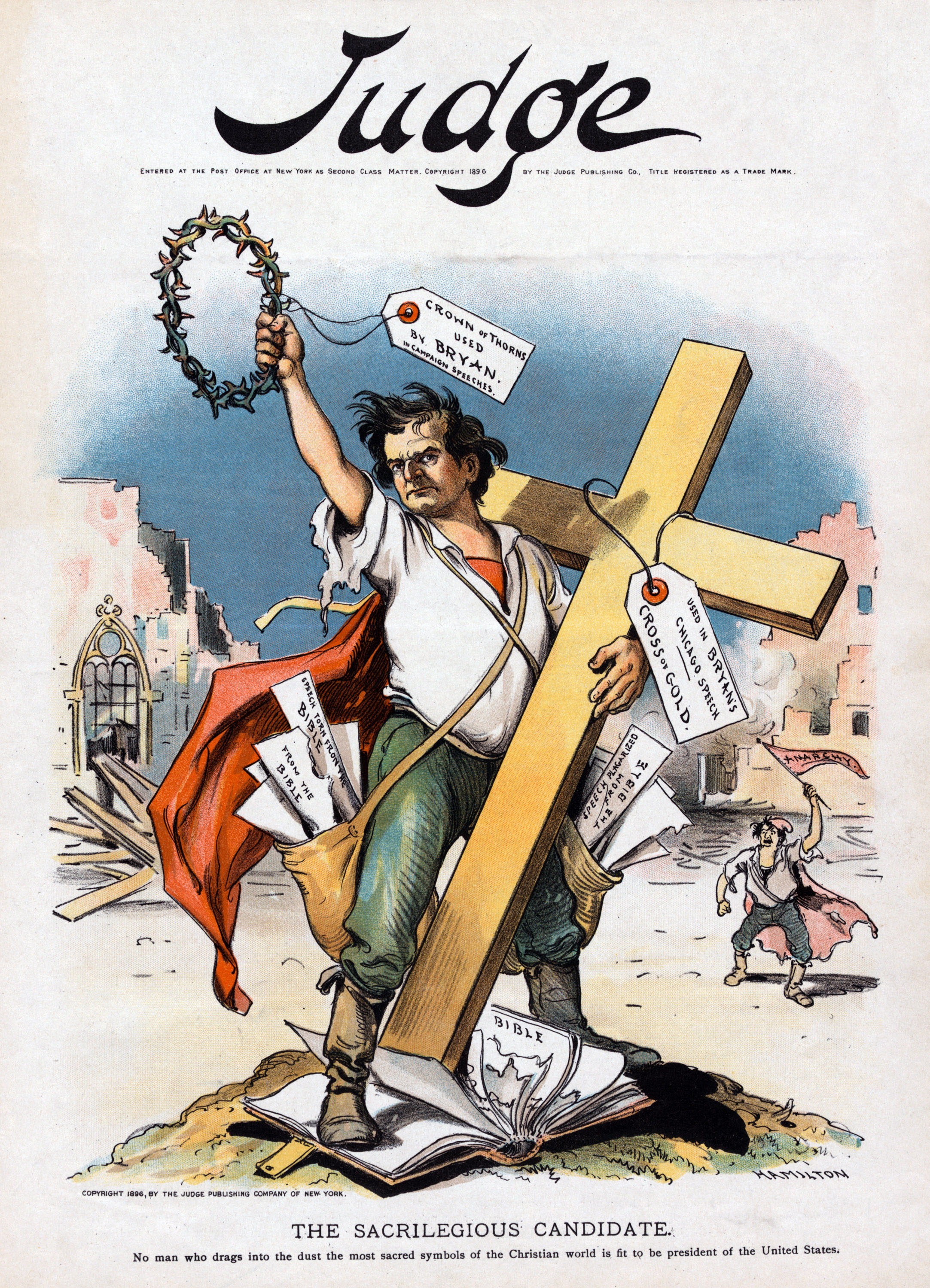
Una caricatura de 1896, en el discurs de la creu de l'or de William Jennings Bryan
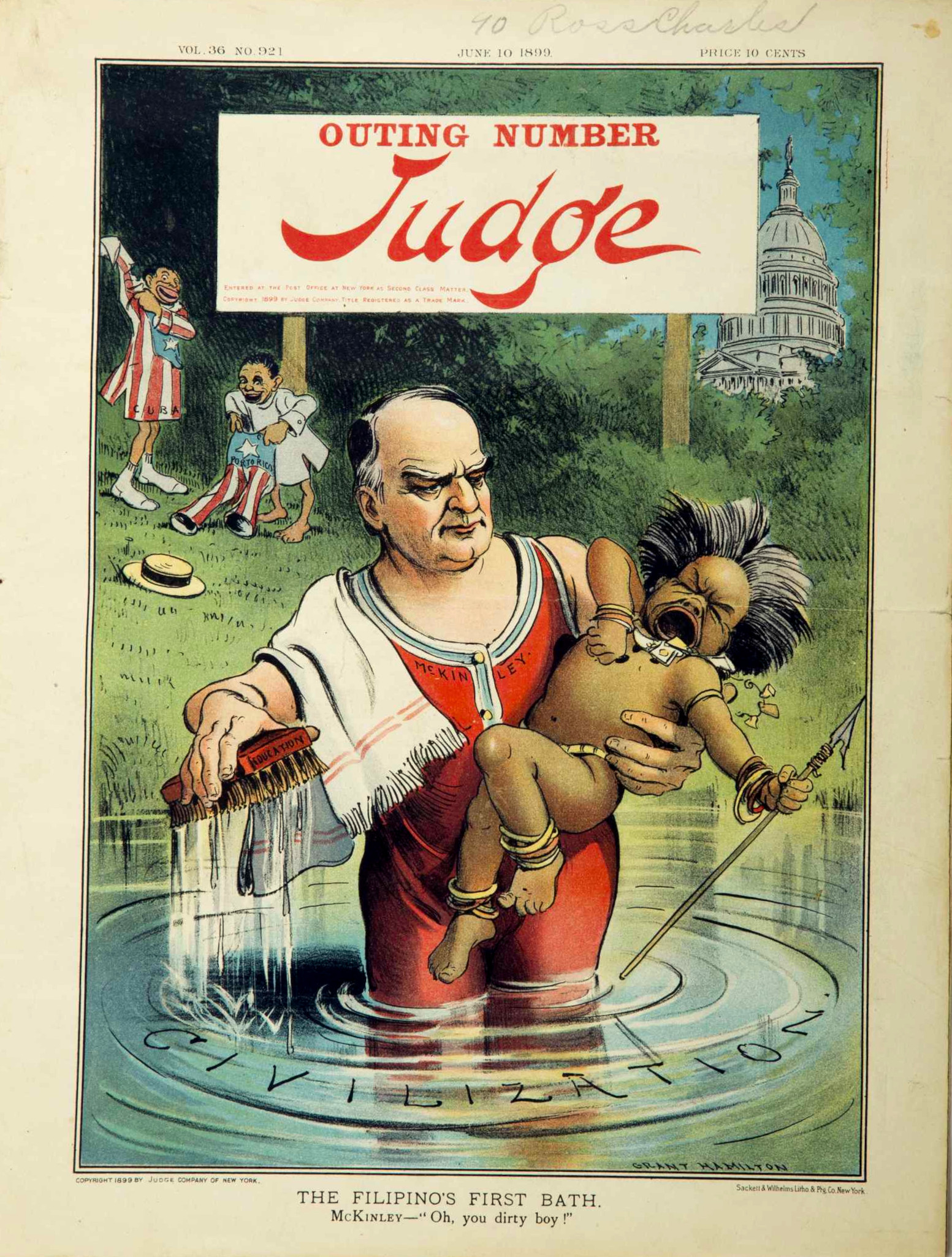
Una portada de 1899 de la revista Judge que mostra un dibuix del president dels Estats Units William McKinley
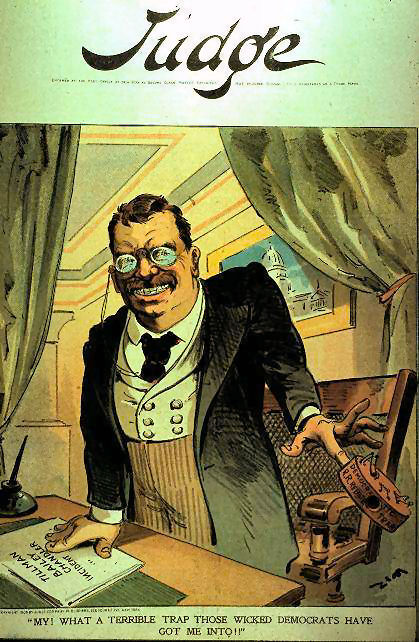
Una portada de 1906 de la revista Judge que mostra una caricatura de Theodore Roosevelt d'Eugene Zimmerman
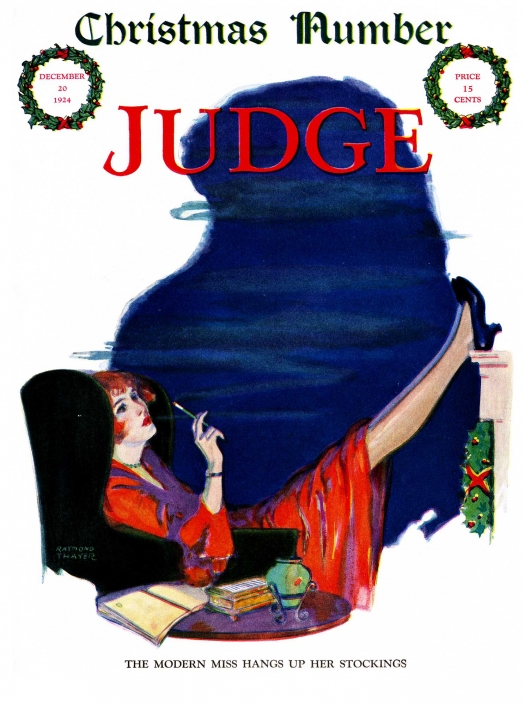
Número de Nadal, 20 de desembre de 1924